# Dzwonkówka mięsnoczerwona
Dzwonkówka mięsnoczerwona (Entoloma rufocarneum (Berk.) Noordel.) – gatunek grzybów z rodziny dzwonkówkowatych (Entolomataceae).

## Systematyka i nazewnictwo
Pozycja w klasyfikacji według Index Fungorum: Entoloma, Entolomataceae, Agaricales, Agaricomycetidae, Agaricomycetes, Agaricomycotina, Basidiomycota, Fungi.
Po raz pierwszy opisał go w 1836 r. Miles Joseph Berkeley, nadając mu nazwę Agaricus rufocarneus. Obecną, uznaną przez Index Fungorum nazwę, nadał mu Machiel Evert Noordeloos w 1985 r. Synonimy:

- Agaricus rufocarneus Berk. 1836
- Entoloma andrianae (Bres.) Bon 1985
- Entoloma andrianae (Bres.) Bon 1984
- Latzinaea rufocarnea (Berk.) Kuntze 1891
- Leptonia andrianae Bres. 1920
- Leptonia rufocarnea (Berk.) P.D. Orton 1991
- Nolanea rufocarnea (Berk.) Sacc. 1887
- Rhodophyllus rufocarneus (Berk.) Romagn. 1974

Nazwę zwyczajową zaproponował Władysław Wojewoda w 2003 r.

## Morfologia
Kapelusz
Średnica 1–3 cm, początkowo dzwonkowato-wypukły, potem wypukły lub spłaszczony z mniej lub bardziej zagłębionym środkiem. Jest niehigrofaniczny; w stanie wilgotnym czerwono-brązowy, nieprzeźroczysty i nieprążkowany, w stanie suchym jaśniejszy i na brzegu bardziej czerwono-żółty. Powierzchnia początkowo filcowata lub granulkowato-łuseczkowata, potem bardziej włóknisty i na środku bardziej łuseczkowaty.
Blaszki
W liczbie 15–30 z międzyblaszkami (l=3-5), przyrośnięte lub wykrojone, rzadko zbiegające ząbkiem, wąskobrzuchate, początkowo jasnobrązowe, potem różowo-brązowe. Ostrza równe lub nieco poszarpane, tej samej barwy.
Trzon
Wysokość 4–7,5 cm, grubość 1–3 mm, cylindryczny, czasami nieznacznie rozszerzony u podstawy. Powierzchnia tej barwy co brzeg kapelusza, gładka, z podłużnymi włókienkami.
Miąższ
Tej samej barwy co powierzchnia, bez wyraźnego zapachu i smaku.
Cechy mikroskopowe
Zarodniki w widoku z boku wielokątne, o wymiarach 10–12,5 × 7–8 μm. Brak cystyd. Podstawki 4-zarodnikowe, ze sprzążkami. Strzępki skórki kapelusza cylindryczne, zakończone nabrzmiałymi elementami o rozmiarach 20–75 × 15–25 μm. Zawierają wewnątrzkomórkowy pigment. W strzępkach brak sprzążeki.

## Występowanie i siedlisko
Dzwonkówka mięsnoczerwona do 1992 r. znana była tylko z kilku miejsc w Europie. W piśmiennictwie naukowym na terenie Polski podano tylko jedno stanowisko, i to dawno (Elbląg, 1917). Według W. Wojewody prawdopodobnie gatunek w Polsce wymarły.
Saprotrof. Owocniki wyrastają wśród mchów i ziół w otwartym lesie, od nizin po piętro halne.